# Technicien supérieur en méthodes et exploitation logistique
Technicien supérieur en méthodes et exploitation logistique (TSMEL) est la désignation, en France, d'un métier du secteur des transports et de la logistique.

## Définition
Ce technicien supervise les activités d'un site logistique dans le respect des dispositions réglementaires. L'anticipation et la rigueur sont ses atouts. Il sait optimiser le service / le centre de profit / l'organisation / ... et les coûts logistiques en faisant respecter les règles d'hygiène et de sécurité. En règle générale, il procède selon les normes de qualité propres à son domaine. Il intervient dans les différents secteurs économiques de l'industrie, la prestation logistique, la grande distribution, etc.

## Formation
Ce métier est accessible après un baccalauréat Logistique, STG, ES ou S après lequel il convient de poursuivre 2 années d'études sanctionnées par un titre professionnel de niveau III (BTS / bac+2) reconnu par le Ministère du travail. La formation est pluridisciplinaire et comprend notamment des cours de ressources humaines,de comptabilité,d'anglais technique,de sécurité,de transport,d'informatique et bien sûr de logistique. 
La formation est dispensée par plusieurs centres de formation professionnelle (AFPA, CCI, AFT-IFTIM).

## Activité
Les activités du TSMEL sont détaillées par le Référentiel Emploi d'Activités et Compétences du Titre Professionnel (mis à jour).
Le technicien supérieur en méthodes et exploitation logistique sera notamment chargé de : 
- Définir les besoins humains et matériels à partir du volume d'activité prévisionnel identifié sur le site logistique.
- Évaluer les compétences et les performances de ses collaborateurs.
- Définir les besoins en formation des équipes logistiques.
- Organiser le recrutement des opérateurs logistiques.
- Coordonner et réguler le travail des équipes logistiques.
- Élaborer et analyser les tableaux de bord d'activité.
- Établir et actualiser le budget prévisionnel des activités logistiques.
- Rationaliser les implantations des produits dans les zones de stockage.
- Élaborer les procédures de travail en fonction des évolutions technologiques.
- Suivre la mise en œuvre d'un projet sur le site.
- Élaborer un plan d'investissement.
- Sélectionner et négocier les offres des interlocuteurs externes y compris en anglais.
- Rédiger un appel d'offres de prestations logistiques.
- Réaliser l'étude méthodologique et économique des options techniques envisagées.

En principe, l'ensemble des compétences est regroupé en deux activités essentielles : le pilotage des opérations et l'élaboration de solutions adaptées aux besoins du site logistique. L'anglais est la langue de travail dans le domaine du négoce.  

## Métiers similaires
Le technicien / La technicienne en méthodes et exploitation logistique s'assimile à un / une :
- Logisticien / Logisticienne
- Gestionnaire des stocks
- Chef d'exploitation
- Responsable de magasin
- Chef de service logistique
- Responsable ordonnancement de production